# Galo Ponte y Escartín
Galo Ponte y Escartín  (Zaragoza, 22 de marzo de 1867-Madrid, 24 de agosto de 1943) fue un político español.

## Biografía
Experto máximo en derecho foral de Aragón, fue después Magistrado en Cádiz. En 1925 fue designado ministro de Gracia y Justicia durante el Directorio civil de la dictadura de Primo de Rivera, cargo que ocuparía hasta 1930. Durante su mandato se publicó el Apéndice foral aragonés al Código Civil de España.